# 小野航平
小野 航平（おの こうへい、1988年7月27日 - ）は、東京都町田市出身の元プロアイスホッケー選手。ポジションはゴールテンダー。
普段はみんなのマーケット株式会社で働いている。愛称は"コウヘイ"。

## 経歴
早稲田大学、H.C.栃木日光アイスバックスを経て、2019年6月にアジアリーグアイスホッケーの横浜GRITSに入団した。
2020年8月12日に2020-21シーズンの契約継続が決定した。
2021年6月9日に2021-22シーズンの契約継続が決定した。
2022年5月29日に2022-23シーズンの契約継続が決定した。
2023年6月15日に2023-24シーズンの契約継続が決定した。
2024年5月25日に2024-25シーズンの契約継続が決定した。
2025年2月21日に、2024-2025シーズンを以て引退することを発表した。

## 人物
生まれは東京都町田市だが、育ちは神奈川県横浜市瀬谷区。
幼稚園の親友がアイスホッケーをプレーしていた影響でアイスホッケーを始めた。
引退後の生活が不安だったこともあり、アイスホッケー選手としてプレーしながら会社勤務をする「デュアルキャリア」を掲げる横浜GRITSに入団した。入団後は一般企業で働き始めたものの、初めは電話の取り方する分からなかった。
グリッツの本拠地のKOSÉ新横浜スケートセンターはファンとして何度も訪れた。
葉山のフランス料理がお気にいりである。